# Список грузинських царів
У цій статті подано список грузинських царів:

## ДинастіяФарнавазідів(299—90 до н. е.)
1. Фарнаваз I — цар (299—234),
2. Саурмаг I — цар (234—159),

## ДинастіяНімродідів
1. Міріан I — цар (159—109),
2. Фарнаджом — цар (109—90)

## ДинастіяАрташесідів(90—30)
1. Аршак I — цар (90—78),
2. Артак — цар (78—63),
3. Фарнаваз II — цар (63—30)

## ДинастіяНімродідів
1. Міріан II — цар (30—20),
2. Аршак II — цар (20—1)
3. Фарсман I — цар (1—35),
4. Мітрідат I — цар (35—60),
5. Мітрідат II — цар (60—75),
6. Картам — цар (75—106),
7. Мітрідат III — цар (106—116),
8. Фарсман II — цар (116—132),
9. Хсефарнуг — цар (?—?),
10. Гадам — цар (132—135),
11. Фарсман III — цар (135—185),
12. Амазасп I — цар (185—189),

## ДинастіяАрташесідів
1. Рев I — цар (189—216),
2. Ваче — цар (216—234),
3. Бакур — цар (234—249),
4. Мітрідат IV — цар (249—265),
5. Аспаруг I — цар (265—284)

## ДинастіяХосровідів(284—523)
1. Міріан III — цар (284—361),
2. Рев II — цар (345—361),
3. Саурмаг II — цар (361—378),
4. Бакур II Аспаруг — цар (363–380),
5. Бакур III — цар (380—398),
6. Фарсман IV — цар (398—409),
7. Мітрідат V — цар (409—411),
8. Арчіл I — цар (411—435),
9. Міріан IV — цар (435—447),
10. Вахтанг I Горгасалі — цар (447—499?),
11. Дачі — цар (499–523)

523 — перси ліквідували царську владу в Грузії, призначено марзпанів
1. Бакур II — марзпан (? — 528 або 547),
2. Фарсман V — марзпан (528/547—542/561),
3. Фарсман VI — марзпан (542/561—570),
4. Бакур III — марзпан (570—580/583)

## ДинастіяГуарамідів
1. Гуарам I — ерісмтавар (бл. 588 — бл. 590),
2. Джуаншер — ерісмтавар (590—591),
3. Стефаноз I — ерісмтавар (590—619/627),
4. Адарнасе I — ерісмтавар (619/627—637/642),
5. Стефаноз II — ерісмтавар (637/642—650),
6. Адарнасе II — ерісмтавар (650—684),
7. Гуарам II — ерісмтавар (684—693),
8. Гуарам III — ерісмтавар (693—748),
9. Адарнасе III — ерісмтавар (748—760),
10. Нерсе — ерісмтавар (760—780),
11. Стефаноз III — ерісмтавар (780—786)
12. Арчіл I — ерісмтавар

У VIII столітті на території Грузії утворилось князівство Тао-Кларджеті та Тбіліський емірат.

## ДинастіяБагратіоні

### КнязівствоТао-Кларджеті(786—1008)
1. Ашот I (Великий) Куропалат — куропалат (786—826),

826—839 — панування арабів
1. Баграт I (Великий) Куропалат — куропалат (839—876),
2. Давид I — куропалат (876—881),
3. Гурген I — куропалат (881—891),
4. Адарнасе II — цар і куропалат (888–923),
5. Давид II — цар (923—937),
6. Ашот II — куропалат (923/937—954),
7. Сумбат I — куропалат (954—958),
8. Адарнасе III — цар (958—961),
9. Баграт II Регвені — цар (961—994),
10. Адарнасе IV — цар (983—994),
11. Давид III Великий — цар царів і куропалат (994—1001)

1001 — Землі Тао-Кларджеті відійшли до Візантії
1. Гурген II — цар (1001—1008)

Об'єднання Грузії Багратом III

### ЄдинеГрузинське царство(1008—1245)
1. Баграт III — цар (1008—1014),
2. Георгій I — цар (1014—1027),
3. Баграт IV — цар (1027—1072),
4. Георгій II — цар (1072—1089),
5. Давид IV Будівни́чий — цар (1089—1125),
6. Деметре I — цар (1125—1154),
7. Давид V — цар (1154—1155),
8. Деметре I — цар (1155—1156, вдруге),
9. Георгій III — цар (1156—1184),
10. Тамара I Велика — цариця (1184—1213, співправителька з 1177),
11. Георгій IV Лаша — цар (1213—1223),
12. Русудан — цариця (1223—1245)

### Розділ царства (1246–1329)

#### Царі Східної Грузії
1. Давид VII Улу — (1247–1270),
2. Деметре II — (1270—1289),
3. Вахтанг II — (1289—1293),
4. Давид VIII — (1293–1311),
5. Вахтанг III — (1298), (1302–1308, вдруге)
6. Георгій V Блискучий — (1299), (1314–1329, вдруге), (1329–1346, цар об'єднаної Грузії),
7. Георгій VI Малий — (1311—1313),

#### Царі Західної Грузії
1. Давид VI Нарін — (1245—1293),
2. Костянтин I — (1293—1327),
3. Михайло I — (1327—1329),

#### Ерістави Західної Грузії
1. Баграт I — ерістав (1329–1372),
2. Олександр — ерістав (1372—1387), цар (1387—1389),
3. Георгій — ерістав (1389—1392),
4. Костянтин — ерістав (1396–1401),
5. Деметре — ерістав (1401–1455),
6. Баграт II — ерістав (1455–1463), цар (1463—1466), (1466–1478 як Баграт VI цар об'єднаної Грузії).

### Об'єднання Грузії (1329—1490)
1. Георгій V Блискучий — (1329–1346),
2. Давид IX — (1346—1360),
3. Баграт V Великий — (1360—1393),
4. Георгій VII — (1393—1407),
5. Костянтин I — (1407—1412),
6. Олександр I Великий — (1412—1442),
7. Вахтанг IV — (1442—1446),
8. Георгій VIII — (1446—1466),
9. Баграт VI — (1466—1478),
10. Олександр II — 1478,
11. Костянтин II — (1478—1490)

### Трицарство
| 1. Костянтин II — цар (1490—1505), 2. Давид X — цар (1505—1526), 3. Георгій IX — цар (1526—1534), 4. Луарсаб I Великий — цар (1534—1556), 5. Симон I — цар (1556—1569), 6. Давид XI (Дауд-хан) — цар (1569—1578), 7. Симон I — цар (1578—1600, вдруге), 8. Георгій X — цар (1600—1606), 9. Луарсаб II — цар (1606–1615), 10. Баграт VII — цар (1615—1619), 11. Симон II — цар (1619—1625), 12. Теймураз I — цар (1625—1632), 13. Ростом — цар (1632—1658), 14. Вахтанг V (Шах-Наваз) — цар (1658—1675), 15. Георгій XI (Наваз-хан) — цар (1675—1688), 16. Іраклій I (Назар Алі-хан) — цар (1688—1691), 17. Георгій XI (Наваз-хан)— цар (1692–1695, вдруге), 18. Іраклій I (Назар Алі-хан) — цар (1695—1703, вдруге), 19. Георгій XI (Наваз-хан) — цар (1703—1709, втретє), 20. Вахтанг VI — регент (1703—1709), 21. Леван — цар (1709), 22. Кайхосро — цар (1709—1711), 23. Вахтанг VI — цар (1711—1714), 24. Ієссе (Алі Кулі-хан) — цар (1714—1716), 25. Бакар III — цар (1716—1719), 26. Вахтанг VI — цар (1719–1723, вдруге), 27. Костянтин III — цар (1723), 28. Бакар III — цар (1723—1724, вдруге), 29. Ієссе (Алі Кулі-хан) — цар (1724—1727, вдруге), 30. Олександр II — цар (1736), 31. Теймураз II — цар (1744–1762) | 1. Георгій I — цар (1466–1476), 2. Олександр I — цар (1476—1511), 3. Георгій II — цар (1511—1513), 4. Давид X — цар (1513—1520), 5. Леван — цар (1520—1574), 6. Олександр II — цар (1574—1603), 7. Давид I — цар (1603—1604), 8. Олександр II — цар (1604—1605, вдруге), 9. Костянтин I — цар (1605), 10. Теймураз I — цар (1606–1648) (цар Картлі-Кахетії — 1625—1632), 11. Ієссе — цар (1614–1615), 12. Ростом (см. выше — цар Картли) (Ростом Хан) — цар (1648—1656), 13. Арчіл II (Шах Назар-хан) — цар (1664—1674), 14. Іраклій I — цар (1688–1703, вдруге), 15. Давид II (Імам Кулі Хан) — цар (1703—1722), 16. Костянтин II (Махмад Кулі Хан) — цар (1722—1732), 17. Теймураз II — цар (1732—1736), 18. Олександр III — цар (1736—1737), 19. Теймураз II — цар (1737—1744, вдруге), 20. Іраклій II — цар (1744—1762) | 1. Баграт II — (1463—1478), 2. Олександр II — (1483—1510), 3. Баграт III — (1510—1565), 4. Георгій II — (1565—1585), 5. Леван — (1585—1588), 6. Ростом — (1588—1589), 7. Баграт IV — (1589—1590), 8. Ростом — (1590—1605), 9. Георгій III — (1605—1639), 10. Олександр III — (1639—1660), 11. Баграт V Сліпий — (1660—1661), 12. Арчіл — (1661—1663), 13. Баграт V Сліпий — (1663—1668, вдруге), 14. Арчіл — (1668—1669, вдруге), 15. Баграт V Сліпий — (1669—1678, втретє), 16. Арчіл — (1678—1679, втретє), 17. Баграт V Сліпий — (1679—1681, вчетверте), 18. Георгій IV Гурієлі — (1681—1683), 19. Олександр IV — (1683—1690), 20. Арчіл — (1690—1691, вчетверте), 21. Олександр IV — (1691—1695, вдруге), 22. Арчіл — (1695—1696, уп'яте), 23. Георгій V Гочашвілі — (1696—1698), 24. Арчіл — (1698, вшосте), 25. Симон — (1698—1701), 26. Мамія Гурієлі — (1701—1702), 27. Георгій VI — (1702—1707, правитель), 28. Георгій VII — (1707—1711), 29. Мамія Гурієлі — (1711, вдруге), 30. Георгій VII — (1712–1713), вдруге, 31. Мамія Гурієлі — (1713, втретє), 32. Георгій VII — (1713—1716, втретє), 33. Георгій VIII — 1716, 34. ?, 1716—1719 35. Георгій VII— (1719—1720, вчетверте), 36. Георгій VIII — (1720, вдруге), 37. Олександр V — (1720—1741), 38. Георгій IX — (1741), 39. Олександр V — (1742–1752, вдруге), 40. Соломон I Великий — (1752—1766), 41. Теймураз — (1766—1768), 42. Соломон I Великий — (1768—1784, вдруге), 43. Давид II — (1784—1789), 44. Соломон II — (1789—1810) |

### Об'єднанеКартлі-Кахетинське царство(1762—1801)
1. Іраклій II — цар (1762—1798),
2. Георгій XII — цар (1798—1800),
3. Давид XII — правитель (1800—1801).

1801 — Картлі-Кахетинське царство ліквідовано Росією